# Władcy Namur

Herb władców Namur

## Hrabiowie Namur
- 946–992: Robert I
- 992–1011: Albert I
- 1011–1018/31: Robert II
- 1018/31–1037: Albert II
- 1037–1102: Albert III
- 1102–1139: Gotfryd I
- 1139–1183: Henryk I Ślepy, również hrabia Luksemburga

## Margrabiowie (markizowie) Namur

### Dynastia flandryjska (linia Hainaut)
- 1189–1195: Baldwin I, również hrabia Hainaut
- 1195–1212: Filip I Szlachetny
- 1212–1217: Jolanta Flandryjska

### Courteneyowie
- 1217–1226: Filip II
- 1226–1229: Henryk II
- 1229–1237: Małgorzata I
- 1237–1256: Baldwin II, również cesarz łaciński

### Dynastia luksemburska
- 1256–1265: Henryk III

### Dynastia Dampierre
- 1265–1297: Gwidon I, również hrabia Flandrii
- 1297–1330: Jan I
- 1330–1335: Jan II
- 1335–1336: Gwidon II
- 1336–1337: Filip III
- 1337–1391: Wilhelm I
- 1391–1418: Wilhelm II
- 1418–1421: Jan III

### Walezjusze, linia burgundzka
- 1421–1467: Filip IV Dobry, również książę Burgundii
- 1467–1477: Karol I Zuchwały, również książę Burgundii
- 1477–1482: Maria I, również księżna Burgundii

### Habsburgowie
- 1482–1506: Filip V Piękny
- 1506–1556: Karol II
- 1556–1598: Filip VI
- 1598–1621: Izabela Klara Eugenia Habsburg i Albrecht VII Habsburg
- 1621–1665: Filip VII
- 1665–1700: Karol III

### Burbonowie
- 1700–1713: Filip VIII

### Habsburgowie
- 1713–1740: Karol IV
- 1740–1780: Maria II
- 1780–1790: Józef I
- 1790–1792: Leopold I
- 1792–1795: Franciszek I